# Stuart Little: The Animated Series
Stuart Little: The Animated Series (ook wel Stuart Little) is een Amerikaanse animatieserie dat gebaseerd is op de gelijknamige franchise. Deze serie gaat voort op de live-action verfilmingen die verschenen in 1999 en 2002. De eerste aflevering van de televisieserie zelf verscheen op 1 maart 2003. De serie telt 1 seizoen met een totaal van 13 afleveringen. In Vlaanderen verscheen de reeks op VTM bij TamTam.

## Verhaal
De serie draait rond de pratende muis Stuart die door een familie genaamd de Littles geadopteerd is.

## Stemverdeling

### Hoofdpersonages
- David Kaufman als Stuart Little, de muis geadopteerd door de familie Little
- Myles Jeffrey als George Little, de adoptiebroer van Stuart
- Jennifer Hale als Eleanor Little, de adoptiemoeder van Stuart en als Martha Little, adoptiezusje van Stuart
- André Sogliuzzo als Monty, een kat die Stuart soms wil opeten maar hem ook helpt
- Quinton Flynn als Snowbell, de kat van de familie Little
- Hugh Laurie als Frederick Little, de adoptievader van Stuart

### Gastpersonages
- Matt Kaminsky als Rick Ruckus, de vriend van George
- Kathy Najimy als Margalo, de vriendin van Stuart
- Mark Hamill als Falcon, Stuart's vijand en als Claw, een kat bevriend met Monty
- Michael Chiklis als Tiger, een kat bevriend met Monty
- Jeff Bennett als Crows, de hulpjes van Falcon

## Afleveringen
Er verscheen 1 seizoen met 13 afleveringen.
| Nr. Serie | Titel                                         | Originele uitzenddatum |  |
| --------- | --------------------------------------------- | ---------------------- |  |
| 1         | The Meatloaf Bandit                           | 1 maart 2003           |  |
| 2         | A Model Driver                                | 8 maart 2003           |  |
| 3         | Team Little                                   | 15 maart 2003          |  |
| 4         | He Said, He Said                              | 22 maart 2003          |  |
| 5         | The Great Outdoors                            | 29 maart 2003          |  |
| 6         | Life, Liberty and the Pursuit of Taco Tuesday | 5 april 2003           |  |
| 7         | A Little Big Record                           | 12 april 2003          |  |
| 8         | Skateboard Dogz                               | 19 april 2003          |  |
| 9         | Adventures in Housekeeping                    | 26 april 2003          |  |
| 10        | A Little Too Fast                             | 3 mei 2003             |  |
| 11        | No Job is Too Little                          | 10 mei 2003            |  |
| 12        | A Little Bit Country                          | 17 mei 2003            |  |
| 13        | A Little Vacation                             | 24 mei 2003            |  |